# Евдокимов, Леонид Павлович
Леонид Павлович Евдокимов (5 октября 1946, Усть-Коса, Молотовская область — 16 февраля 2019, Кудымкар, Пермский край) — советский хозяйственный, государственный и политический деятель.

## Биография
Родился 5 октября 1946 г. в п. Усть-Коса Косинского района Пермской области в семье служащего. Член КПСС.
Окончив в 1965 г. Косинскую среднюю школу, поступил работать слесарем РММ Косинского сплавного участка Косинской сплавной конторы. В октябре 1965 г. был призван в ряды Советской Армии. После увольнения в запас в 1968 г. поступил на I курс лесоинженерного факультета Уральского лесотехнического института. По завершении учебы в 1973 г. был направлен на работу в качестве технорука Косинского сплавного участка Косинской сплавной конторы. В данном предприятии проработал до января 1981 г. главным технологом, а затем главным инженером.
С января 1982 г. по ноябрь 1985 г. работал директором Верхне-Камской сплавной конторы. За время его работы в сплавной конторе произошли заметные положительные изменения в организации труда, большое внимание уделялось внедрению нового, передового в производство, укреплению трудовой и производственной дисциплины в коллективе, улучшению условий быта, отдыха работающих.
Учитывая деловые качества Л. П. Евдокимова, в ноябре 1985 г. бюро окружкома КПСС рекомендовало его на должность генерального директора объединения «Кудымкарлес». За период работы в объединении (ноябрь 1985 — октябрь 1986) он показал себя технически грамотным специалистом, инициативным, требовательным к себе и подчиненным руководителем. Много внимания уделял развитию на предприятиях объединения капитального строительства и деревообработки. Л. П. Евдокимов настойчив в решении поставленных задач. За трудовые успехи, достигнутые в выполнении планов и социалистических обязательств одиннадцатой пятилетки, в мае 1986 г. награжден орденом «Знак Почета».
Леонид Павлович принимал активное участие в общественной работе, с декабря 1985 г. являлся членом бюро окружкома КПСС, избирался депутатом Гайнского районного, являлся депутатом окружного Совета народных депутатов.
1965—1968 — военнослужащий Группа советских войск в Германии
1986—1988 гг. был избран вторым секретарем Коми-Пермяцкого окружкома КПСС Пермской области.
1988—1989 гг. — первый секретарь Кудымкарского горкома КПСС Пермской области.
С 1989 г. — первый секретарь Коми-Пермяцкого окружкома КПСС г. Кудымкар Пермской области.
Депутат Верховного Совета РСФСР.